# Mathis Azzaro
Mathis Azzaro (11 de mayo de 2000) es un deportista francés que compite en ciclismo de montaña en la disciplina de campo a través.
Ganó cuatro medallas en el Campeonato Mundial de Ciclismo de Montaña entre los años 2017 y 2024, y una medalla de plata en el Campeonato Europeo de Ciclismo de Montaña de 2020.

## Medallero internacional
| Campeonato Mundial | Campeonato Mundial    | Campeonato Mundial | Campeonato Mundial         |
| Año                | Lugar                 | Medalla            | Competición                |
| ------------------ | --------------------- | ------------------ | -------------------------- |
| 2017               | Cairns (Australia)    | Medalla de bronce  | Campo a través por relevos |
| 2020               | Leogang (Austria)     | Medalla de oro     | Campo a través por relevos |
| 2021               | Val di Sole (Italia)  | Medalla de oro     | Campo a través por relevos |
| 2024               | Pal Arinsal (Andorra) | Medalla de plata   | Campo a través por relevos |
| Campeonato Europeo |                       |                    |                            |
| Año                | Lugar                 | Medalla            | Competición                |
| 2020               | Monteceneri (Suiza)   | Medalla de plata   | Campo a través por relevos |